# Fost d'Alguaire
Fost d'Alguaire o Faust és un sant llegendari, que segons la tradició va néixer i morir a Alguaire (Segrià), on és venerat com a patró dels pagesos.

## Llegenda
La tradició el fa natural d’Alguaire, on havia nascut en una època indeterminada de l'edat mitjana. Algunes hagiografies el daten al segle vii, abans de la conquesta musulmana de la península; L'historiador Joaquín José de Landázuri y Romarate, a Los compendios históricos de la ciudad y villas de ... Álava, Arxivat 2012-06-29 at Archive.is diu que hauria mort el 604. Faust, nom que es va convertir en Fost, era pagès, molt treballador i caritatiu, i tot i que no havia anat a escola, va aprendre a llegir i llegia tot el que podia, especialment obres de devoció cristiana. Va voler anar a Terra Santa com a pelegrí, però durant el viatge d'anada, el seu vaixell fou pres per pirates musulmans i Fost va ser venut com a esclau.
El seu amo va veure un dia que, mentre ell pregava, l'arada llaurava sola: després de conversar repetidament amb Fost, es va convertir al cristianisme i va deixar-lo lliure, acompanyant-lo fins a Alguaire. Pocs anys després, Fost hi va morir. Per decidir on sebollir-lo, els amics van col·locar-ne el cos sobre una somera cega i la van deixar lliure: la somera va anar seguint el curs del Segre, Ebre, riu Aragó i l'Ega fins a arribar a Bujanda (municipi de Campezo, Àlaba), on va donar un cop de pota a terra i va caure morta. Al lloc on va donar el cop va brollar una font d'aigües remeieres, que encara existeix, i a la vora va ser enterrat Faust. El cos incorrupte d'aquest hipotètic sant es venera encara a Bujanda.

## Historicitat
L'autenticitat de la història és inversemblant, però podria correspondre a un substrat real. La zona d'Àlaba, propera a La Rioja on es troba Bujanda comptava amb comunitats cristianes durant l'alta edat mitjana i nombrosos ermitoris, com el proper de sant Emilià de la Cogolla: podria ser que el cos venerat a Bujanda fos d'algun eremita mort amb fama de santedat, de qui se'n va perdre la memòria. També s'ha dit que podria una relíquia portada al poble molt més tard, cap als segles XII o XIII, quan la Reconquesta fa possible la repoblació del territori.

## Veneració
El sant no és present al Martirologi romà; la seva festivitat se celebra el 13 d'octubre, que corresponent a la dels sants Faust, Genar i Marcial de Còrdova. Probablement, la figura de Fost d'Alguaire sigui un cas de duplicació de personalitat hagiogràfica on es fonen elements locals, com el de la relíquia de Bujanda i la veneració a sant Faust de Còrdova, difuminada amb el temps, o a algun altre sant de nom Faust. En cercar un dia per a la celebració, s'assignà el d'aquest sant cordovès.
A Catalunya, Fost d'Alguaire era venerat com a Sant Fost i fou el sant patró dels camperols a les terres de Lleida, fins que al segle xvii fou substituït per la devoció a Sant Isidre el Llaurador.
El sant d'Alguaire era invocat a Àlaba i zones properes també com a patró dels pagesos i afavoridor de la fertilitat, tant de la terra com dels matrimonis: les seves relíquies eren portades per afavorir els embarassos reials: Maria Lluïsa de Parma va recórrer al sant abans del naixement de Ferran VII d'Espanya, com també feren Maria Isabel de Bragança o Elisabet II d'Espanya. Aquest sant té uns Goigs dedicats.